# Abbey Theatre
Abbey Theatre (irsky: Amharclann na Mainistreach), také známé jako National Theatre of Ireland (irsky: Amharclann Náisiúnta na hÉireann) je divadlo v irském Dublinu a jedna z nejvýznamnějších kulturních institucí v zemi. Pro veřejnost bylo otevřeno 27. prosince 1904. Šlo o první státní divadlo v anglicky mluvícím světě – od roku 1925 dostávalo roční dotaci od Irského svobodného státu. Bezprostředním předchůdcem bylo Irish Literary Theatre, založené roku 1899. Starou budovu zničil v roce 1951 požár, poté divadlo několik let sídlilo v provizorních a vypůjčených prostorách (Irská akademie, Queen's Theatre), od července 1966 má novou budovu na adrese 26 Lower Abbey Street, Dublin 1. Ve svých počátcích bylo úzce spjato se spisovateli Irského literárního obrození, z nichž mnozí se podíleli na jeho založení a většina z nich zde i hrála (William Butler Yeats, Seán O'Casey, John Millington Synge, Isabella Augusta Persse Gregoryová). Ke slavným skandálům z dějin divadla patří incident z roku 1907, kdy nastudování Syngeovy satiry The Playboy of the Western World vzbudilo v publiku tolik nelibosti nad zobrazením irského rolnictva, že došlo k nepokojům.